# Kaggeholms folkhögskola
Kaggeholms folkhögskola är en folkhögskola som sedan januari 2020 finns i Rörstrands slott vid S:t Eriksplan i Stockholm. Skolan har fyra utbildningslinjer – allmän, bibel, media och musik – samt ett antal externa kurser. Under många år var skolan förlagd till Kaggeholms herrgård på Helgö i Ekerö kommun.
Folkhögskolan drivs av stiftelsen Pingströrelsens skol- och kursverksamhet. Skolan är känd för sina utbildningar inom media och musik, där flera välkända film- och tv-makare, programledare och artister har fått sin skolning.